# Mathías Abero
Mathías Nicolás Abero Villan (né le 9 avril 1990 à Montevideo en Uruguay) est un joueur de football uruguayen d'origine italienne, qui évolue au poste de défenseur latéral.

## Palmarès
Nacional
- Championnat d'Uruguay (2) :
  - Champion : 2008-09 et 2010-11.